# Súper Rugby 2005
El Super 12 2005 fue la décima edición del torneo hoy llamado Super Rugby, que es disputado por equipos de Australia, Nueva Zelanda y Sudáfrica.

## Clasificación
- 4 puntos por ganar.
- 2 puntos por empatar.
- 1 punto bonus por perder por siete puntos o menos.
- 1 punto bonus por anotar cuatro o más tries en un partido.

| Pos. | Equipo      | PJ | Gan | Emp | Per | PaF | PeC | Dif  | BP | Pts |
| ---- | ----------- | -- | --- | --- | --- | --- | --- | ---- | -- | --- |
| 1    | Crusaders   | 11 | 9   | 0   | 2   | 459 | 281 | 178  | 8  | 45  |
| 2    | Waratahs    | 11 | 9   | 0   | 2   | 322 | 174 | 148  | 5  | 41  |
| 3    | Bulls       | 11 | 7   | 0   | 4   | 301 | 229 | 72   | 6  | 34  |
| 4    | Hurricanes  | 11 | 8   | 0   | 3   | 281 | 248 | 33   | 2  | 34  |
| 5    | Brumbies    | 11 | 5   | 1   | 5   | 260 | 266 | -6   | 7  | 29  |
| 6    | Chiefs      | 11 | 5   | 1   | 5   | 272 | 250 | 22   | 6  | 28  |
| 7    | Blues       | 11 | 6   | 0   | 5   | 243 | 216 | 27   | 3  | 27  |
| 8    | Highlanders | 11 | 6   | 1   | 4   | 221 | 214 | 7    | 1  | 27  |
| 9    | Stormers    | 11 | 3   | 1   | 7   | 215 | 320 | -105 | 4  | 18  |
| 10   | Reds        | 11 | 3   | 0   | 8   | 185 | 282 | -97  | 5  | 17  |
| 11   | Cats        | 11 | 1   | 1   | 9   | 226 | 326 | -100 | 7  | 13  |
| 12   | Sharks      | 11 | 1   | 1   | 9   | 205 | 384 | -179 | 5  | 11  |

## Fase final

### Semifinales
| 20 de mayo de 2005 | Crusaders | 47 – 7 | Hurricanes | Lancaster Park, Christchurch, |  |

| 21 de mayo de 2005 | Waratahs | 23 – 13 | Bulls | Aussie Stadium, Sídney, |  |

### Final
| 28 de mayo de 2005 | Crusaders | 35 – 25 | Waratahs | Lancaster Park, Christchurch,   |  |
|                    |           |         |          | Asistencia: 36.500 espectadores |  |

| Bandera de Nueva Zelanda |
| Campeón Crusaders        |
| Quinto título            |